# Joaquín Cera
Joaquín Cera Barrios (Barcelona - 1967) es un autor de cómic español, creador de Pafman, entre otros personajes. 

## Biografía
Tras pasar por la Escuela Joso, su carrera profesional en el mundo del humor empieza cuando es fichado por la Editorial Bruguera, donde pasó a  elaborar historietas en la revista "Mortadelo", que al poco tiempo desaparecería, junto con la editorial.
Con la creación en 1986 de Ediciones B, editorial heredera de Bruguera, Cera entró en nómina, empezando la etapa más prolífica de su carrera como historietista. A veces solo (con personajes como Pafman o Dr. Pacostein), a veces haciendo tándem con Juan Carlos Ramis (Los Xunguis o algunas páginas protagonizadas por los personajes de Escobar Zipi y Zape), Cera fue uno de los autores con más colaboraciones a las revistas de Ediciones B de los años 90, con trabajos para las revistas TBO, Súper Mortadelo y Súper Zipi y Zape. De hecho, el dueto Ramis-Cera complementó con acierto a autores ya consagrados como Ibáñez, Escobar (a quién el propio Cera ayudó a entintar en sus últimas páginas), Jan o Raf. En el año 1996 la editorial decide acabar con las revistas de historietas para pasar a publicar exclusivamente álbumes, y todos los creadores, a excepción de Ibáñez y Jan son despachados. 
Cera se dispuso a trabajar entonces como guionista para la televisión en programas como Con mucha marcha y series de animación de Neptuno Films como La vaca Connie o Bandolero. Aun así, el dibujante volvió a trabajar para Ediciones B junto a su compañero y amigo Ramis en el proyecto de resucitar a los hermanos Zipi y Zape; esta serie fue cancelada tras 8 números. Mejor suerte tuvieron otros personajes del dúo como Los Xunguis, de los que se publican álbumes desde 1992, con una periodicidad anual desde el año 2000. En el año 2004 Ediciones B decidió publicar nuevas aventuras de su personaje más exitoso, Pafman, en la colección Top Cómic. El primer número fue Pafman redevuelve y la serie continuó, con periodicidad anual, hasta 2013 con la historieta La aventura del Titaidón.